# 浙江电视台教科影视频道
浙江电视台教科影视频道（前身浙江教育电视台），成立于1996年2月8日。是浙江广电集团旗下的一条电视频道。自2000年10月30日，浙江广电系统实施省级电视播出机构三台合并，浙江教育电视台更名为浙江电视台教育科技频道，后又更为现名。
频道黄金时段收视率名列前茅，综合实力在全国省级地面频道中位居前列。2020年7月31日，因浙江电视台影视娱乐频道将于次日与该频道合并后停播，该频道更名为浙江电视台教科影视频道。

## 台标
1996年开播初期使用浙江教育电视台独立台标，2000年10月30日使用浙江电视台蓝色"Z"台标（下标“教育科技”二字），2002年1月1日改为下标“ZTV-4”（画面右下方标注“教育科技”标志），2005年9月5日改为现在的橙黄色台标。

## 节目
- 小强热线
- 纪实
- 美丽A计划
- 娘家姐妹花
- 养生大国医
- 教育大视野

## 外部来源
1. ↑  . 中华人民共和国国家广电总局. 2014-01-16  [2024-02-27]. （原始内容存档于2024-02-05）.
2. ↑  . 澎湃新闻. 新浪网. 2020-07-15  [2020-07-31]. （原始内容存档于2020-07-16）.